# Volda

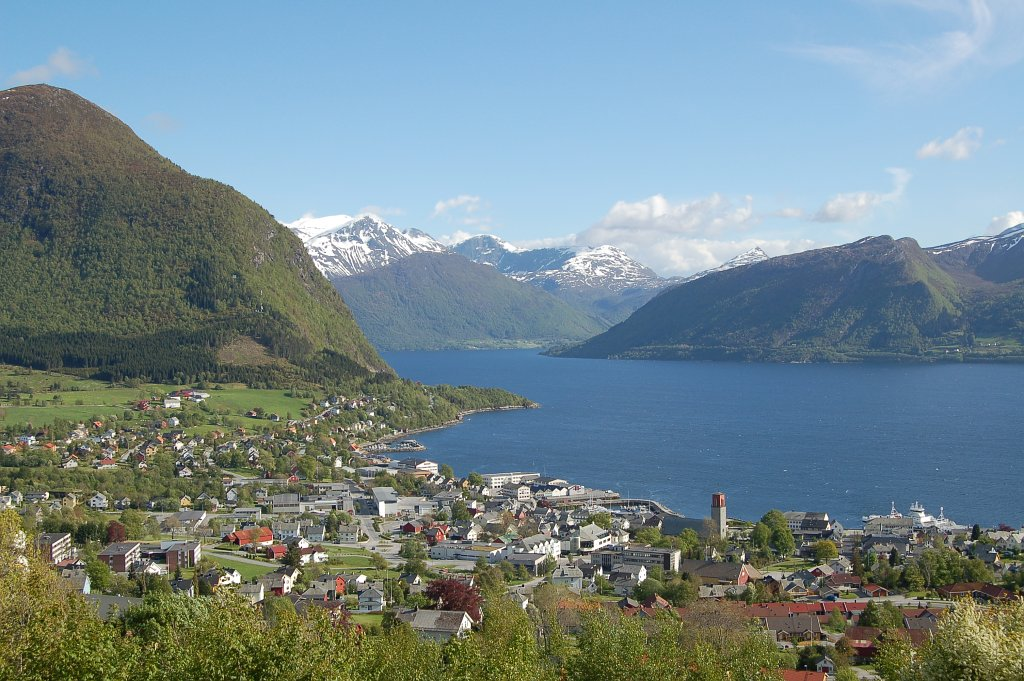
Volda, tháng 5 năm 2006

Volda là một đô thị ở hạt Møre og Romsdal, Na Uy. Volda được lập thành một đô thị ngày 1 tháng 7 năm 1838 (xem formannskapsdistrikt). Dalsfjord đã được tách khỏ Volda ngày 1/7/1924 nhưng đã được nhập vào Volda ngày 1 tháng 1 năm 1964. Ørsta được tách khỏi Volda ngày 1 tháng 8 năm 1883.